# Shakin' Street (album)
Albums de Shakin' Street
Vampire Rock
(1978) 21st Century Love Channel
(2009)
Singles
1. Solid as a Rock
Sortie : 1980
2. Suzie Wong
Sortie : 1980

Shakin' Street, souvent appelé Solid as a Rock est le deuxième album studio du groupe de hard rock Français, Shakin' Street. Il est sorti en 1980 sur le label CBS Records et a été produit par Sandy Pearlman.

## Historique
Le groupe rencontre Sandy Pearlman après un concert du groupe américain, Blue Oyster Cult dont il fut à cette époque le producteur. Ce dernier assiste à une répétition de Shakin' Street et décide de produire leur nouvel album. Les discussions s'engagent aussi avec CBS Records et le label américain décide de publier le nouvel album. Pearlman leur présente aussi Ross the Boss, le guitariste du groupe protopunk américain The Dictators, groupe qui venait de se séparer, pour remplacer Armik Tigrane .
L'album fut enregistré dans les studios The Automatt (en) à San Francisco en Californie. Tous les titres seront composés par Fabienne et Éric Lévi crédité sous le nom d' Elewy sur l'album. Il bénéficiera d'une sortie mondiale en 1980 et sera réédité en disque compact en France en 1990 . En 2004, il ressortira sur le label Bad Reputation en compagnie de "Live and Raw" un album en public qui n'était sorti qu'à mille exemplaires numérotés.
À la suite de la sortie de l'album, le groupe tournera aux États-Unis en première partie de grands groupes tels que Blue Oyster Cult, Black Sabbath où AC/DC ce qui leur assura de jouer devant de très grandes audiences .
Le groupe se sépara en 1981. Ross the Boss fondera le groupe de heavy metal américain, Manowar avec le bassiste Joey DeMaio.

## Liste des titres
- Tous les titres sont signés par Fabienne Shine et Éric Lévi (Elewy) sauf indication

Face 1
| No | Titre            | Auteur | Durée |
| -- | ---------------- | ------ | ----- |
| 1. | No Compromise    |        | 4:18  |
| 2. | Solid as a Rock  |        | 4:26  |
| 3. | No Time To Loose |        | 3:57  |
| 4. | Soul Dealer      |        | 4:03  |
| 5. | Suzie Wong       |        | 3:04  |

Face 2
| No | Titre                            | Auteur         | Durée |
| -- | -------------------------------- | -------------- | ----- |
| 6. | Every Man, Every Woman Is a Star |                | 3:54  |
| 7. | Generation X                     |                | 3:18  |
| 8. | Fine                             | Fabienne Shine | 2:35  |
| 9. | I Want To Box You                |                | 5:11  |

## Musiciens
- Fabienne Shine: chant
- Éric Lévi (Elewy): guitare rythmique
- Ross the Boss: guitare solo
- Eric Winter: basse
- Jean-Lou Kalinowski: batterie